# Stephan Keukeleire
Stephan Keukeleire (16 december 1962) is een Belgisch politicoloog en hoogleraar (Jean Monnet Professor) Europese integratie en buitenlands beleid aan de Katholieke Universiteit Leuven.

## Levensloop
In 1984 behaalde hij een licentiaat in de politieke wetenschappen aan de Katholieke Universiteit Leuven en vervolgens een Masterdiploma Europese integratie en samenwerking aan de Universiteit van Hull in 1985. 
Van 1985 tot 1994 was hij de assistent van een Europarlementslid. 
Zijn doctoraat in de sociale wetenschappen behaalde hij in 1998 in Leuven.
Van 2004 tot 2005 was hij deeltijds kabinetsmedewerker in het Belgisch Ministerie van Buitenlandse Zaken.

## Beroepsactiviteiten
Hij is binnen het Instituut voor Internationaal en Europees Beleid mede verantwoordelijk voor de onderzoeksgroep Europese Unie als internationale actor. Tevens staat hij aan het hoofd van het Centrum voor Europese Studies van de universiteit. Daarnaast is hij ook programmadirecteur Europese studies en academisch coördinator van The EU, Foreign Policy and Global Governance binnen het kader van het Jean Monnet Centre of Excellence.
Keukeleire doceert vakken met betrekking tot de beginselen, de governance en het buitenlands beleid van de Europese Unie alsook inzake de transnationale en mondiale perspectieven van Europa. Hij is tevens bestuurslid van het Leuven Centre for Global Governance Studies. 
Keukeleire is gastprofessor aan het Europacollege in Brugge waar hij Europees buitenlands beleid doceert. 

## Onderzoek
De onderzoeksinteresses van Stephan Keukeleire richten zich vooral naar de conceptualisering en analyse van het buitenlands beleid in het globaliseringstijdperk, waarbij het concept 'structureel buitenlands beleid' de kern vormt van zijn werk. 
Met betrekking tot het onderzoek van het buitenlands beleid van de Europese Unie wordt er naar verschillende aspecten gekeken, waaronder het Gemeenschappelijk buitenlands en veiligheidsbeleid, het Europees veiligheids- en defensiebeleid, de rol van netwerken en directoraten, en het Europees beleid inzake Kosovo. 
Verder bekijkt hij het structureel buitenlands beleid en de besluitvorming en -uitvoering van de Europese Unie. 

## Publicaties
Keukeleire publiceert over allerhande aspecten van het buitenlands beleid van de Europese Unie.
Hij is samen met Jennifer MacNaughtan auteur van The Foreign Policy of the European Union (2008) van de European Union Series. 
Samen met T. Delreux is hij de auteur van een nieuwe uitgave, The Foreign Policy of the European Union, Houndmills, Palgrave Macmillan, 2013.
Daarnaast is hij ook coördinator van de gespecialiseerde online-gids Exploring the European Union.